# Liste der denkmalgeschützten Objekte in Bernartice
Grundlage dieser Liste der denkmalgeschützten Objekte in Bernartice ist die ÚSKP-Liste (Ústřední seznam kulturních památek České republiky, deutsch Zentrale Liste der Kulturdenkmäler der Tschechischen Republik), die von der tschechischen Denkmalschutzbehörde NPÚ (Národní památkový ústav, deutsch Nationale Denkmalbehörde) seit 1987 geführt wird und an die seit dem Jahr 1850 geschaffenen Listen anschließt.
Die Liste umfasst die Kulturdenkmale der Gemeinde Bernartice (Bernsdorf) im Okres Trutnov mit ihren Ortsteilen.

## Bernartice(Bernsdorf)
| Lage                                                         | Objekt                                     | Beschreibung                                                           | ÚSKP-Nr.                  | Bild                              |
| ------------------------------------------------------------ | ------------------------------------------ | ---------------------------------------------------------------------- | ------------------------- | --------------------------------- |
| Bernartice (Standort)                                        | Kirche Mariä Himmelfahrt                   | Kirche Mariä Himmelfahrt, Umfassungsmauer mit Toren und Treppenanlage. | 100739 Info Katalog       | weitere Bilder                    |
| Bernartice, auf dem Friedhof (Standort)                      | Sühnekreuz von Kyrill und Method           | Sühnekreuz von Kyrill und Method, in der Friedhofsmauer                | 29098/6-3433 Info Katalog | Sühnekreuz von Kyrill und Method  |
| Bernartice (Standort)                                        | Gemeinschaftsgrab der Opfer des Faschismus | Gemeinschaftsgrab der Opfer des Faschismus                             | 22111/6-5121 Info Katalog | BW                                |
| Bernartice, vor der Kirche (Standort)                        | Pietà-Skulptur                             | Pietà-Skulptur                                                         | 22408/6-3431 Info Katalog | Pietà-Skulptur                    |
| Bernartice, auf der Wiese gegenüber vom Pfarrhaus (Standort) | Sühnekreuz des Kyrill und Method           | Sühnekreuz des Kyrill und Method                                       | 17147/6-3432 Info Katalog | Sühnekreuz des Kyrill und Method  |
| (Standort)                                                   | Statue des hl. Florian                     | Statue des hl. Florian                                                 | 103860 Info Katalog       | Statue des hl. Florian            |
| Bernartice, ČD - M 57,187 (Standort)                         | Eisenbahnbrücke                            | Eisenbahnbrücke                                                        | 37198/6-5063 Info Katalog | weitere Bilder                    |
| Bernartice (Standort)                                        | Statue des hl. Johann von Nepomuk          | Statue des hl. Johann von Nepomuk                                      | 51080/6-6043 Info Katalog | Statue des hl. Johann von Nepomuk |
| Bernartice, an der Landstraße nach Bečkov (Standort)         | Bildstock der hl. Anna                     | Bildstock der hl. Anna                                                 | 15942/6-3430 Info Katalog | Bildstock der hl. Anna            |

## Bečkov(Potschendorf)
| Lage              | Objekt  | Beschreibung | ÚSKP-Nr.                  | Bild |
| ----------------- | ------- | ------------ | ------------------------- | ---- |
| Bečkov (Standort) | Kapelle | Kapelle      | 10468/6-5566 Info Katalog | BW   |

## Křenov (Krinsdorf)
| Lage                                         | Objekt       | Beschreibung                                                            | ÚSKP-Nr.                  | Bild           |
| -------------------------------------------- | ------------ | ----------------------------------------------------------------------- | ------------------------- | -------------- |
| Křenov (Standort)                            | Kapelle      | Kapelle                                                                 | 10467/6-5567 Info Katalog | weitere Bilder |
| Křenov 11 (Standort)                         | Villa Nr. 11 | Villa Nr. 11, Wirtschaftsgebäude, Einfriedungsmauer mit Tor und Brunnen | 10466/6-5568 Info Katalog | Villa Nr. 11   |
| Křenov če. 1 (Standort)                      | Haus Nr. 1   | Bauernhaus                                                              | 14256/6-3579 Info Katalog | Haus Nr. 1     |
| Křenov če. 6, im Garten von Nr. 1 (Standort) |              | Bauernhaus                                                              | 20562/6-4569 Info Katalog | BW             |